# Liberty or Death
Liberty or Death är det tolfte studioalbumet av Grave Digger, som släpptes den 12: januari 2007.

## Låtlista
1. "Liberty or Death"
2. "Ocean of Blood"
3. "Highland Tears"
4. "The Terrible One"
5. "Until the Last King Died"
6. "March of the Innocent"
7. "Silent Revolution"
8. "Shadowland"
9. "Forecourt to Hell"
10. "Massada"

## Line-up
- Chris Boltendahl - Sång
- Manni Schmidt - Gitarr
- Jens Becker - Bas
- Stefan Arnold - Trummor
- Hans Peter "H.P." Katzenburg - Keyboard